# Blagota Sekulić
Pour les articles homonymes, voir Sekulić.
Blagota Sekulić (en monténégrin : Благота Секулић), né le 14 mars 1982 à Titograd, dans la République socialiste du Monténégro, est un joueur puis entraîneur monténégrin de basket-ball. En tant que joueur, il évolue aux postes d'ailier fort et de pivot.

## Carrière
Lors de la saison 2013-2014, Sekulić joue au CB Canarias, aussi connu sous le nom d'Iberostar Tenerife. Il est nommé meilleur joueur de la Liga lors de la 3e journée. Il est aussi MVP des mois d'octobre et décembre,,.
En février 2014, Sekulić rejoint le Fenerbahçe Ülker pour pallier les absences de deux intérieurs : Luka Žorić et Gašper Vidmar. À son départ de Tenerife, il est le joueur avec la meilleure évaluation (21,3), le deuxième meilleur marqueur (17,7) et le troisième meilleur rebondeur (7,1) de la Liga ACB. En juin 2014, il remporte le championnat de Turquie.
En juillet 2014, Sekulić repart en Espagne où il retourne à Tenerife pour deux saisons.
Lors de la saison 2014-2015, Sekulić est nommé meilleur joueur de la Liga lors du mois d'octobre.

### Palmarès
- Vainqueur de la coupe ULEB 2006-2007 (Real Madrid)
- Vainqueur du championnat de Turquie (Fenerbahçe Ülker)